# Dou (Zhang)
Dou (chiń. 竇皇后; zm. 97) – znana również jako cesarzowa Zhangde (章德皇后, dosłownie uprzejma i cnotliwa cesarzowa). Żona cesarza Chin Zhanga (75 - 88). Niezwykle wpływowa za panowania męża, szczególnie zaś za panowania pasierba. Członkowie jej rodziny (a w szczególności Dou Xian) zyskali ogromną władzę dzięki małżeństwu siostry, którą stracili wskutek spisku pałacowego.

## Pochodzenie
Ojciec cesarzowej Dou, Dou Xun, był wnukiem męża stanu Dou Ronga, a matką była księżniczka Biyang, córka Liu Qianga, księcia Donghai, który był bardzo kochany przez przyrodniego brata, cesarza Minga (75 - 88), i ojca, cesarza Guangwu (25 - 57). Biyang otrzymała tytuł książęcy, mimo że jej ojciec nie był cesarzem. Dou Xun został jej mężem ze względu na potęgę jego rodu. Ojciec przyszłej cesarzowej zmarł w więzieniu niesłusznie oskarżony o próbę otrucia politycznego wroga.

## Małżeństwo z cesarzem i intrygi
Dou została cesarską konkubiną cesarza Zhanga w 77 roku i w rok później została cesarzową.
Cesarzowa Dou była niezwykle zazdrosną kobietą – w czasie swojego życia na dworze oskarżyła wiele cesarskich konkubin o uprawianie czarów i próby otrucia cesarza. Adoptowana matka cesarza Zhanga cesarzowa wdowa Ma w 78 roku wybrała dwie córki Song Yanga na konkubiny dla cesarza, jedna z nich, konkubina Song urodziła jeszcze w tym samym roku pierwszego syna cesarza, którego nazwano Liu Qingiem. Cesarzowa Dou była bezpłodna i wpadła w wściekłość na wieść o tym, że syn jej rywalki został następcą tronu. Konkubina Song była ulubienicą cesarzowej wdowy Ma i kiedy ta zmarła w 79 roku Dou postanowiła adoptować (za przykładem cesarzowej wdowy Ma) syna cesarskiej konkubiny Liang Liu Zhao i uznać go za swojego syna. Wkrótce wspólnie z matką i jej braćmi poprosiła ojca o uczynienie syna następcą tronu. W tym czasie jej bracia zaczęli zbierać dowody przewinień członków rodu Song, opłacając eunuchów i służące konkubiny Song by zapisywali jej wypowiedzi i zbierali dowody jej winy. 
W 82 roku nadarzyła się znakomita okazja – starsza siostra konkubiny Song, również cesarska konkubina zachorowała i poprosiła członków rodziny o przybycie. Cesarzowa Dou oskarżyła młodszą konkubinę Song o uprawianie czarów i jeszcze w tym samym tygodniu cesarz odebrał tytuł księcia i następcy tronu Liu Qingowi i aresztował jego matkę, a także przesłuchiwał jej eunuchów i służbę. Jeden z rzezańców, Cai Lun, pogrążył swoją panią, oskarżając ją o to, że stworzyła laleczki przedstawiające cesarza i cesarzową, po czym ze wściekłością nakłuwała je igłami. Konkubina Song popełniła samobójstwo trując się rtęcią i umierając w męczarniach, a jej syn ledwo uniknął egzekucji – został wykastrowany i otrzymał prześmiewczy tytuł księcia Qinghe (dosłownie „bez członka”) i został zastąpiony bratem, księciem Liu Zhao, który bardzo współczuł bratu i spędzał z nim wiele czasu.
Siostry Song nie były jedynymi ofiarami zazdrości cesarzowej Dou – po mianowaniu księcia Zhao następcą tronu, klan jego matki nie przybył na uroczystość, ale był z niej zadowolony. Kiedy Dou usłyszała o tym, była bardzo niezadowolona i przerażona – postanowiła zniszczyć klan Liang. Cesarzowa Dou zaczęła rozpowszechniać bardzo nieprzychylne i fałszywe pogłoski o konkubinie Liang i jej siostrze, również będącej konkubiną cesarza przez co obie straciły przychylność i uczucia cesarza Zhanga w 83 roku. W tym samym miesiącu do pałacu dotarły informacje o ambicjach ojca obu konkubin Liang Songa, który wkrótce zmarł we więzieniu.
Ród Dou, który już wtedy był niebezpiecznie potężny, zaczął gromadzić bogactwa, stanowiska i tytuły po braciach cesarzowej wdowy Ma, którzy stracili łaskę cesarza. Bracia cesarzowej Dou: Dou Xian i Dou Du efektywnie przejmowali struktury władzy – po raz pierwszy w historii dynastii Han klan cesarzowej był tak potężny. Ten prąd utrzymał się do 84 roku, kiedy cesarz Zhang dostrzegł arogancję Dou Xiana i zagroził, że każe go ściąć. Cesarzowa Dou wraz z cesarskimi konkubinami i dziećmi cesarza założyła pokutne szaty i nakazała bratu przeprosić cesarza, który go oszczędził.

## Cesarzowa wdowa i regencja
W 88 roku cesarz Zhang zmarł, a następca tronu Liu Zhao wstąpił na tron jako cesarz He (88 - 105) w wieku dziewięciu lat. Cesarzowa wdowa Dou została regentką, a jej bracia wspierali ją w działaniach.
Popełniona pod koniec tego roku zbrodnia sprawiła, że nawet cesarzowa wdowa Dou zapragnęła egzekucji Dou Xiana. Liu Chang, markiz Duxiang był ulubieńcem cesarzowej wdowy Dou, która lubiła go ze względu na jego takt i inteligencję, został on jednak skrytobójczo zamordowany na zlecenie Dou Xiana, który uważał, że zagraża on jego władzy. Aby oddalić od siebie podejrzenia Dou Xian oskarżył brata zamordowanego, Liu Ganga, markiza Li. Kolegium kilku niezależnych sędziów zbadało tę sprawę i orzekli, że nie można wkluczyć udziału Dou Xiana. Wściekła cesarzowa wdowa Dou nakazała aresztować brata, który zaoferował swoje życie w zamian za podbicie ludu Xiongnu armią opłacaną i żywioną przez siebie. Dou wyraziła zgodę i Dou Xian poprowadził armię i dosłownie zmiażdżył Xiongnu w 89 roku, a w trzy lata później przyłączył tamte tereny do terytorium Chin. Po tym wielkim zwycięstwie stał się jeszcze bardziej arogancki i wkrótce zdominował wszystkich urzędników i dosłownie rządził Chinami.

## Upadek klanu Dou i śmierć
Jednakże w 92 ród Dou upadł w wyniku zamachu stanu, którego szczegóły wciąż są niejasne, ale wydaje się, że cesarz He ośmielony przez swojego brata, księcia Liu Qinga (którego matka została zamordowana przez popleczników rodu Dou) nieoczekiwanie rozkazał gwardii cesarskiej aresztowanie Dou Xiana, jego krewnych, przyjaciół oraz sojuszników i stracenie ich. Wskutek tego cesarzowa wdowa Dou, nie tracąc tytułu, straciła jakikolwiek wpływ na politykę.
Cesarz He do tej pory nie wiedział, że cesarzowa wdowa Dou nie jest jego matką i wciąż odnosił się do niej z szacunkiem i synowską czułością, nawet po upadku i egzekucji jej klanu. Zanim zmarła w 97 roku, cesarz dowiedział się, że jego matką była konkubina Liang i oddał jej pośmiertny hołd nadając tytuł cesarzowej i liczne bogactwa i tytuły jej krewnym, odrzucając w tej sprawie rady cesarzowej wdowy Dou. Dou umarła na wiosnę tego roku i została pochowana obok męża, cesarza Zhanga.